# Łeontij Wojtowycz
Łeontij Wiktorowycz Wojtowycz (ukr. Леонтій Вікторович Войтович), czasem Łewko Wojtowycz (ukr. Левко Войтович) (ur. 16 maja 1951 w Jemanżelinsku? zm. 7 lutego 2023 we Lwowie) – ukraiński historyk, mediewista. 
W 1972 ukończył Politechnikę Lwowską. Od 1981 zajmuje się naukowo historią. W 1994 obronił doktorat. Od 1995 związany z Instytutem Ukrainoznawstwa NANU we Lwowie. Wykładowca na Lwowskim Uniwersytecie Narodowym im. Iwana Franki. Autor 8 książek oraz ponad 240 artykułów i recenzji. Specjalista w zakresie genealogii Rurykowiczów.
Członek Rady Redakcyjnej czasopisma „Średniowiecze Polskie i Powszechne”.

## Prace w języku polskim
- Lew Daniłowicz. Książę halicko-wołyński (ok.1225-ok.1301), Kraków 2020.
- Ruś Halicka a Bizancjum od XI do XIV wieku. Wybrane problemy. wuj.pl. [zarchiwizowane z tego adresu (2015-10-04)]., „Prace Historyczne”, 2011, Numer 138, s. 41-64.
- Walka o spadek po Romanowiczach a król polski Kazimierz III Wielki, w: Kazimierz Wielki i jego państwo. W siedemsetletnią rocznicę urodzin ostatniego Piasta na tronie polskim, red. J. Maciejewski, T. Nowakowski, Bydgoszcz 2011